# Cleptosoma clavipes
Cleptosoma clavipes är en skalbaggsart som först beskrevs av Blanchard 1851.  Cleptosoma clavipes ingår i släktet Cleptosoma och familjen långhorningar. Inga underarter finns listade i Catalogue of Life.